# Corrado Farina
Corrado Farina (ur. 18 marca 1939 w Turynie, zm. 11 lipca 2016 w Rzymie) – włoski reżyser filmowy i scenarzysta.

## Wybrana filmografia
- Zmiana oblicza (Hanno cambiato faccia, 1971)
- Baba Yaga (1973)